# Goose House
A Goose house (グース ハウス) japán zenekar, melyet 2011-ben alapítottak a Sony Walkman PlayYou.House projektjének egykori tagjai.

## Története
Az együttest 2011 áprilisában alapították a Sony Walkman PlayYou.House reklámprojektjének egykori tagjai annak 2011 márciusi megszűnése után. A zenekar 2011 áprilisában már feldolgozásokat töltött fel a YouTube-ra, illetve létrehozták a zenekar saját Twitter- és Facebook fiókját is. 2011 májusában elköltöztek a PlayYou.House-korszak alatt használt házból, illetve megtartották első Ustream-koncertjüket. Október 1-jén csatlakozott a Goose House-hoz az Annie Pump duó egyik tagja, Manami,[forrás?] akit október 15-én, a második Ustream-koncert során Szajaka követett.[forrás?] A következő hónapban Kimura Maszahide otthagyta a zenekart, hogy a K.K. nevű együttesének tevékenységeire koncentrálhasson.[forrás?]
2012 májusában megtartották az együttes első évfordulóját megünneplő Ustream-koncertet, majd május 23-án szerzői kiadásban megjelentették első stúdióalbumokat Goose house Phrase #03 Wandering címmel. A lemez a Goose House első kiadványa lett, amely felkerült Japán hivatalos slágerlistájára, az Oriconra, a hatvanegyedik helyen. Az album megjelenése után három nappal, május 26-án otthagyta az együttes Saito Johhny is, aki egy nagykiadós lemezszerződésnek hála inkább a szólókarrierjére akart összpontosítani.[forrás?] Június 23-án csatlakozott a zenekarhoz Vatanabe Súhei.[forrás?] A 2011. október 1-jén (Android), illetve október 16-án (iOS) megjelenő Zettai Star (ゼッタイ☆スター) videójáték főcímdalául a Goose House Sing című dalát választották, így ez lett az együttes számainak első médiamegjelenése. Október 24-én megjelent a Goose house Phrase #04 Beautiful Life című nagylemezük, amely a harmincötödik helyezést érte el az Oricon heti eladási listáján. Ugyanazon napon adták ki Yui japán énekesnő She Loves You tribute albumát, amelyen szerepel a Goose house Life feldolgozása is.
2013. január 26. és február 24. között megtartották első koncertkörútjukat, amely során Nagojában, Oszakában és Jokohamában adtak koncerteket.[forrás?] A hónap végén, március 9-én Kanda Rioka kilépett az együttesből, hogy a szólótevékenységeire összpontosíthasson. A hónap végén megjelentették Kono jubi tomare, illetve Szakura e című digitális kislemezeiket. Április 1-jén Saito Johhny visszatért a zenekarhoz. Július 30-án Goose house Phrase #07 Soundtrack? címmel megjelent második stúdióalbumok, amit egy augusztus 29. és október 27. között megtartott koncertturnéval népszerűsítettek.[forrás?] A kiadvány az Oricon heti listájának tizenhetedik helyét érte el. November 13-án a freebit mobile Dzsijú no szaki vo, mi ni ikó. elnevezésű reklámkampányának reklámarcainak választották őket, a televíziós reklámok során az együttes Sing című dalát játszották.
2014-ben leszerződtek a gr8! Records-szal, első kislemezük az új kiadónál Oto no naru hó e címmel jelent meg 2014. február 19-én. A lemez címadó dalát a Gin no szadzsi animesorozat második évadának zárófőcím-dalául választották. 2014. január 25-én d-iZe bejelentette, hogy áprilisban ott fogja hagyni az együttest. Április 30-i távozása után nem választottak formálisan új vezetőt, Kudó látta el a „vezető-szerű” tevékenységeket. A november 26-i Mezamasi TV-s szereplésük alatt bejelentették, hogy Kudó lesz az együttes ideiglenes vezére. 2014. augusztus 9. és szeptember 15. között Goose House Live 2014 cím alatt egy ötállomásos koncertkörutat tartottak nagojai, fukuokai, oszakai, szapporoi és tokiói állomásokkal. Október 24-ig az együttes YouTube-csatornájára feliratkozók száma meghaladta az egy milliót, így megkapták a Gold Play Button-díjat, amit aznap az Otodama Szora Fes 2014 színpadán be is jelentettek. November 19-én megjelent második kislemezük Hikaru nara címmel, melynek címadó dala a Sigacu va kimi no uszo animesorozat első nyitófőcím-dala volt. Megjelenése napján vezette a japán iTunes Store összesített dallistáját és az animedallistáját, illetve a harmadik helyezést érte el a videokliplistáján.

## Az együttes tagjai

### Jelenlegi tagok
- Takebucsi Kei (tetra+)

Ének, zongora
- 1991. július 11-én született Tokióban
- Beceneve Kei-csan (慶ちゃん)
- Elmondása szerint Utada Hikaru, Céline Dion, Siina Ringo és a Tokió dzsihen volt legnagyobb hatással rá.

- Takezava Migiva

Ének, akusztikus gitár, zongora, doboz, dobok
- 1991. június 19-én született a kanagava prefektúrai Jokohamában
- Elmondása szerint Hanaregumi és Norah Jones volt legnagyobb hatással rá.

- Kudó Súhei (K.K.)

Ének, gitár, harmonika, beatbox
- 1988. április 4-én született a kanagava prefektúrai Jokohamában
- Beceneve Kudó-sú (くどしゅう)
- Elmondása szerint Naoto Inti Raymi volt legnagyobb hatással rá.

- Saito Johnny

Ének, gitár, mandolin, bendzsó, hegedű
- 1987. október 27-én született a niigata prefektúrai Dzsóecuban
- Elmondása szerint a The Beatles, a Led Zeppelin, a The Byrds, a Yes, a The Who, a Quruli és a bluegrass zene volt legnagyobb hatással rá.

- Manami (Anny Pump)

Ének, gitár
- 1984. november 13-án született a Csiba prefektúrában
- Beceneve Manamin (まなみん)
- Elmondása szerint Susan Cagle, Michelle Branch és az Anam & Maki volt legnagyobb hatással rá.

- Szajaka

Ének, zongora
- 1986. május 12-én született a Gunma prefektúrában
- Beceneve Szajane (さや姉)
- Elmondása szerint a Backstreet Boys, Avril Lavigne, Utada Hikaru és Pushim volt legnagyobb hatással rá.

- Vatanabe Súhei

Ének, gitár, basszusgitár, ukulele, dobok
- 1988. november 1-jén született az óita prefektúrai Hitában
- Beceneve Vacu-sú (わっしゅう)
- Elmondása szerint az Earth, Wind And Fire és a The Beatles volt legnagyobb hatással rá.

### Korábbi tagok
- Kimura Maszahide (K.K.)

Ének, zongora
2010 júniusa és 2011 decembere között volt az együttes tagja
- 1988. június 14-én született a kanagava prefektúrai Jokohamában

- Kanda Rioka

Ének, zongora
2010 júniusa és 2013. március 31. között volt az együttes tagja
- 1992. március 26-án született Tokióban

- d-iZe

Vezér, ének, zongora, trombita
2010 júniusa és 2014. április 30. között volt az együttes tagja
- 1984. november 4-én született az aomori prefektúrai Ivaki (ma Hiroszaki) városában
- Beceneve níszan (兄さん, ’Bátyó’)
- Elmondása szerint a középiskolai zenetanára, Justin Timberlake, Craig David, Brian McKnight, Macutója Jumi és Makihara Norijuki volt legnagyobb hatással rá.

### Alegységek
- Johnny Beans – Saito Johnny és d-iZe
- NandaKanda K.K. (なんだ神田K.K.?) – Kanda Rioka és Kimura Maszahide és Kudó Súhei
- 1150 – Kanda Rioka és Saito Johnny
- 849 – d-iZe és Takebucsi Kei
- Ondosa – Kudó Súhei és Takezava Migiva
- signal – Kudó Súhei, d-iZe és Takezava Migiva
- Mamehide (豆英?) – d-iZe és Kimura Maszahide
- Minimal (ミニマム?) – Manami és Kanda Rioka
- R25 – d-iZe, Szajaka és Manami
- Team Pusuke (ちーむプシュケ?) – Takezava Migiva, Manami és Szajaka (korábban Kanda Rioka)
- Family~ (ふぇあみり～?) – Manami, Kudó Súhei és Kanda Rioka
- Team Powerful Morimori (チームパワフルモリモリ?) – Vatanabe Súhei, Takebucsi Kei és Manami
- Otona no jojú (大人の余裕?) – Vatanabe Súhei, Szajaka és Saito Johnny
- Oniiszan onészan (お兄さんお姉さん?) – Kudó Súhei és Szajaka
- Team odzsiszan obaszan (チームおじさんおばさん?) – Manami és Vatanabe Súhei
- The Magic (THE マジック?) – Manami, Saito Johnny és Kudó Súhei
- Goose house no ninin (Goose houseの2人?) – Takebucsi Kei és Manami
- SMXL – Manami, Kudó Súhei és Vatanabe Súhei
- Vassii (わっしー?) – Takebucsi Kei, Manami és Takezava Migiva
- Ame-csan’s (あめちゃんず?) – Takebucsi Kei, Takezava Migiva és Szajaka
- Súhei's (しゅうへいず?) – Kudó Súhei és Vatanabe Súhei
- Team Party jaranai? (チームパーティーやらない??) – Kudó Súhei, Manami és Takezava Migiva

## Ustream-koncertek

### Vendégzenészek
- Nakamura Csihiro (2011. júliusi adás)
- Szekitori Hana (2011. novemberi adás)
- Kimura Maszahide (2012. decemberi adás)
- Katahira Rina (2012. decemberi adás)
- Saito Johnny (2013. decemberi adás)
- Kanda Rioka (2013. februári, novemberi és decemberi, illetve a 2015. májusi adás)

### A Ustream és Youtube közvetítések során előadott dalok
A PlayYou.House-korszakban előadott dalokat a PlayYou.House szócikk sorolja fel.

### Goose house of the year
A Goose house of the year (HOY) egy évente megrendezésre kerülő esemény, amely keretében a rajongók megszavazhatják, hogy az együttes által az adott évben a YouTube-ra feltöltött feldolgozásai közül melyik volt a legjobb.

## Koncertek

### Szólókoncertek
- 69 Oku-bunno 679-ri 672-ri no anata ni aitai (69億分の679人 672人のあなたに会いたい?)
Harajuku Quest Hall (2011. június 26., két fellépés)
- Sky
Harajuku Quest Hall (2011. november 13.)
- Goose house 1st Anniversary Live
Nihonbashi Mitsui Hall (2012. május 13.)
- Goose house in Osaka
Esaka Muse (2012. augusztus 4.)
- Beautiful Life
duo Music Exchange (2012. október 21.)
- The Goose house in Nagoya
The Bottom Line (2013. január 27.)
- The Goose house in Osaka
Big Cat (2013. február 9.)
- The Goosehouse in Yokohama
Yokohama Blitz (2013. február 24.)
- Goose house Live Tour 2013 Soundtrack?
Meitetsu Hall (2013. augusztus 17.)
Big Cat (2013. szeptember 15.)
Drum Logos (2013. szeptember 21.)
Nihonbashi Mitsui Hall (2013. október 26–27.)
- Goose House Live Tour 2014
Nagoya Diamond Hall (2014. augusztus 9.)
Fukuoka Drum Logos (2014. augusztus 16.)
Namba Hatch (2014. szeptember 7.)
Zepp Sapporo (2014. szeptember 13.)
Tokyo International Forum (2014. szeptember 15.)
- Goose House Live Tour 2015
Zepp DriverCity (2015. április 29.)
Zepp Fukuoka (2015. május 2.)
Namba Hatch (2015. május 6.)
Zepp Nagoya (2015. május 31.)
Zepp Sapporo (2015. június 13.)

### Fesztiválok
- Live & Peace 3rd: Cambodia ni Art to iu szentakusi vo (LIVE&PIECE 3rd -カンボジアにアートという選択肢を-?)
Shibuya Glad (2011. június 17.)
- Nihon kógakuin Support umi de uradzuke taró! 2011 ( 日本工学院 Support 海で裏付け太郎！ 2011?)
Ontama Otodama Sea Studio (2011. augusztus 20.)
- Soka no ongaku-szai (初夏の音楽祭?)
Ontama Otodama Sea Studio (2012. július 13.)
- Take onszen uiju macuri (嶽温泉 丑湯まつり?)
Take onsen usiju macuri tokuszecu Stage (2012. július 27) – d-iZe, Takezava Migiva és Kudó Súhei
- Kószen-szai Macue Kógjó Kótósenmon Gakkó (高専祭 - 松江工業高等専門学校?)
Shimane Prefectural Civic Centre (2012. október 9.)
- Take onszen usiju macuri (嶽温泉 丑湯まつり?)
Take onsen usiju macuri tokuszecu Stage (2013. július 21.) – d-iZe és Saito Johnny
- Umi ni acumare! 2013 (海に集まれ！2013?)
Ontama Otodama Sea Studio (2013. augusztus 12.)
- Otodama Szora Fes 2014 (OTODAMA 空FES 2014?)
DiverCity Tokyo H.L.N.A Skygarden szabadtéri színpad (2014. október 24.)
- YouTube Space Tokyo 2 súnenkinen Event (YouTube Space Tokyo 2周年記念イベント?)
Youtube Space Tokyo (2015. február 20.)

## Diszkográfia

### Kislemezek
| #  | Megjelenés          | Cím                                      | Formátum                         | Katalógusszám         | Oricon |
| -- | ------------------- | ---------------------------------------- | -------------------------------- | --------------------- | ------ |
| 1  | 2014. február 19.   | Goose house Phrase #08 Oto no naru hó e  | 12 cm CD 12 cm CD+DVD (limitált) | SRCL-8471 SRCL-8472/3 | 14     |
| 2  | 2014. november 19.  | Goose house Phrase #09 Hikaru nara       | 12 cm CD 12 cm CD+DVD (limitált) | SRCL-8640 SRCL-8641/2 | 11     |
| 3. | 2015. december 9.   | Goose house Phrase #12 Love & Life       | 12 cm CD                         | SRCL-8952             | 13     |
| 3. | 2015. december 9.   | Goose house Phrase #12 Love & Life       | 12 cm CD+DVD (limitált)          | SRCL-8950/1           | 13     |
| 4. | 2016. augusztus 10. | Goose house Phrase #13 Fly High, So High | 12 cm CD                         | SRCL-9129             | 18     |
| 4. | 2016. augusztus 10. | Goose house Phrase #13 Fly High, So High | 2×12 cm CD (limitált)            | SRCL-9127/8           | 18     |

### Albumok
| # | Megjelenés                        | Cím                                     | Megj.                               | Formátum                               | Katalógusszám | Oricon |
| - | --------------------------------- | --------------------------------------- | ----------------------------------- | -------------------------------------- | ------------- | ------ |
| 1 | 2011. június 26. 2011. június 27. | Goose house Phrase #01                  | Korlátozott mennyiségben dedikált   | Mini-album 12 cm CD                    | GH-001        | –      |
| 2 | 2011. október 13.                 | Goose house Phrase #02 Sky              | Korlátozott mennyiségben dedikált   | Mini-album 12 cm CD                    | GH-002        | –      |
| 3 | 2012. május 23.                   | Goose house Phrase #03 Wandering        | Korlátozott mennyiségben matricával | Stúdióalbum 12 cm CD                   | GH-003        | 61     |
| 4 | 2012. október 24.                 | Goose house Phrase #04 Beautiful Life   |                                     | Stúdióalbum 12 cm CD                   | GHCD-003      | 35     |
| 5 | 2013. március 20.                 | Goose house Phrase #05 Kono jubi tomare | A morára március 13-án került fel   | Letöltés                               | –             | –      |
| 6 | 2013. március 20.                 | Goose house Phrase #06 Szakura e        | A morára március 13-án került fel   | Letöltés                               | –             | –      |
| 7 | 2013. július 30.                  | Goose house Phrase #07 Soundtrack?      |                                     | Stúdióalbum 12 cm CD                   | GHCD-20       | 17     |
| 6 | 2015. február 25.                 | Goose house Phrase #10 Milk             | Előrendelői ajándékokkal            | Stúdióalbum 12 cm CD+DVD (korlátozott) | SRCL-8750/1   | 8      |
| 6 | 2015. február 25.                 | Goose house Phrase #10 Milk             | Előrendelői ajándékokkal            | Stúdióalbum 12 cm CD (normál)          | SRCL-8752     | 8      |
| 7 | 2015. február 25.                 | Goose house Phrase #11 Bitter           | Előrendelői ajándékokkal            | Stúdióalbum 12 cm CD                   | GHCD-0030     | 12     |

### Videók
| # | Megjelenés         | Cím            | Megjegyzés                            | Formátum |
| - | ------------------ | -------------- | ------------------------------------- | -------- |
| 1 | 2012. november 21. | Beautiful Life | Goose house Phrase #04 Beautiful Life | Letöltés |

### Közreműködések
| # | Megjelenés        | Album         | Dal                    | Formátum | Katalógusszám |
| - | ----------------- | ------------- | ---------------------- | -------- | ------------- |
| 1 | 2012. október 24. | She Loves You | Life (Yui-feldolgozás) | 12 cm CD | SRCL-8135     |

## Médiaszereplések
- Reklámok
  - freebit mobile Dzsijú no szaki vo, mi ni ikó.
- Televíziós műsorok
  - Zip!: NTV (2012. január 20.)
  - Music-ru TV: TV Asahi (2012. április 30.)
  - Sinsin kiei: NTV (2012. május 12.)
  - Mezamasi TV: Fuji TV (2014. november 26.)
- Rádióműsorok
  - Strobe Night: FM Nack5 (2012. június 5.)
  - Strobe Night: FM Nack5 (2012. október 16.)
  - Midnight Rock City+R: FM Nack5 (2012. október 19.)
  - Strobe Night: FM Nack5 (2012. december 20.)
  - The Music Now: ABC Radio (2013. szeptember 15–16.)
  - Nakanisi Tecuo no Chronos: Tokyo FM (2014. december 4.) – Kudó Súhei és Takezava Migiva
  - Yokohama Radio Apartment: Katakoto Radio: FM Yokohama (2015. február 12.) – Takebucsi Kei és Takezava Migiva
  - Recommen!: NCB (2015. március 2.) – Saito Johnny és Manami
- Színdarabok
  - Goose House × Gekidan Team-ODAC: Massirona zumen to Time Machine (2014. március 8–16., Aoyama Round Theatre)

## Médiamegjelenések
| Év   | Dal              | Hol?                                                                       | Album                                 |
| ---- | ---------------- | -------------------------------------------------------------------------- | ------------------------------------- |
| 2012 | Sing             | A Zettai Star (ゼッタイ☆スター) című Android- és iOS-játék főcímdala       | Goose house Phrase #01                |
| 2013 | Change!!         | A Welcome to YouTube Space Tokyo kisfilmgyártó stúdió bemutatkozó videója  | Goose house Phrase #04 Beautiful Life |
| 2013 | Sing             | A freebit mobile Dzsijú no szaki vo, mi ni ikó. című reklámjának betétdala | Goose house Phrase #01                |
| 2014 | Oto no naru hó e | A Gin no szadzsi című animesorozat második évadának zárófőcím-dala         | Oto no naru hó e kislemez             |
| 2014 | Hikaru nara      | A Sigacu va kimi no uszo című animesorozat első nyitófőcím-dala            | Hikaru nara kislemez                  |